# Matija Raslić
Matija Raslić (Otočac, 1832. – Zagreb, 7. svibnja 1893.) bio je hrvatski podmaršal austro-ugarske vojske i zapovjednik VII. domobranskog okružja.

## Životopis
Kao bojnik služio je 1873. u 29. lovačkoj bojni. 1879. kao potpukovnik nalazi se na mjestu zapovjednika 31. lovačke bojne. 1. studenog 1886. promaknut je u čin general-bojnika, a 1. svibnja 1891. imenovan podmaršalom (FML). Bio je zapovjednik Kr. hrvatskog domobranstva od 1890. do svoje smrti 1893.